# Lambda Hydri
Lambda Hydri är en orange jätte i Lilla vattenormens stjärnbild.
Stjärnan har visuell magnitud +5,08 och är svagt synlig för blotta ögat vid normal seeing. Den befinner sig på ett avstånd av ungefär 210 ljusår.